# Simon Hendrik Frijkenius
Simon Hendrik Frijkenius (Utrecht, maart 1747 - Batavia, 6 juni 1797) was een Nederlandse marineofficier. In 1791 werd hij benoemd als een van de vier commissarissen-generaal van de VOC die in Batavia voorstellen moest doen tot 'redres' van de vervallen staat van de Compagnie.

## Marine

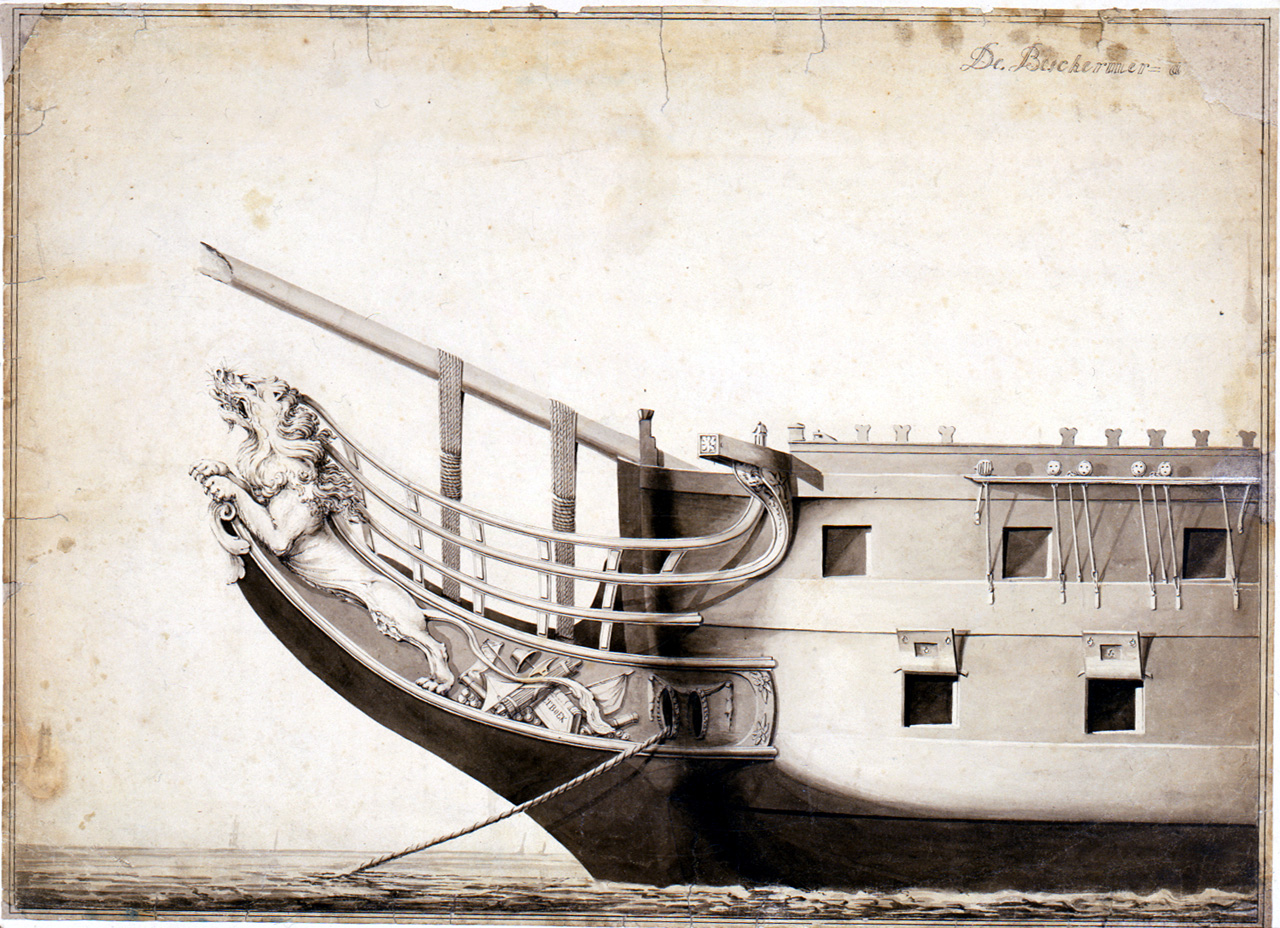
Boeg van de Beschermer.

Simon Frijkenius was een zoon van Lambertus Bernhardus Frijkenius, schepen en burgemeester van Wijk bij Duurstede, en Anna Catharina Rademaker. Zijn precieze geboortedatum is niet bekend, alleen dat hij gedoopt werd op 28 maart 1747 in Utrecht. Na een opleiding tot marineofficier diende hij vanaf 1774 voor de Admiraliteit van het Noorderkwartier in eskaders op de Middellandse Zee en in West-Indië. In 1776 werd hij luitenant. In november 1780 trouwde hij met de twee jaar jongere Anna Elizabeth Hooft uit Bunnik, met wie hij twee kinderen kreeg: een dochter (Anna, 1781) en een zoon (Jan, 1783). In december 1785, inmiddels luitenant-kolonel en kapitein-ter-zee, kreeg hij het bevel op het linieschip Beschermer in het naar Oost-Indië vertrekkende eskader van kapitein-commandeur Willem Silvester, dat verder bestond uit het linieschip Holland (met Silvester), de fregatten Amphitrite, Ceres en de kleinere Scipio. Het eskader diende ter aflossing van het twee jaar tevoren vertrokken eskader van Jacob Pieter van Braam dat Riouw had veroverd op de Boeginezen. Het hoofddoel van de eskaders was het beschermen van de VOC-vestigingen tegen de opdringende Britten en het herstellen van het door de Vierde Engels-Nederlandse Oorlog geschonden imago van de VOC bij de inheemse vorsten.

## Eskader naar Oost-Indië

### Verovering van Mampawa

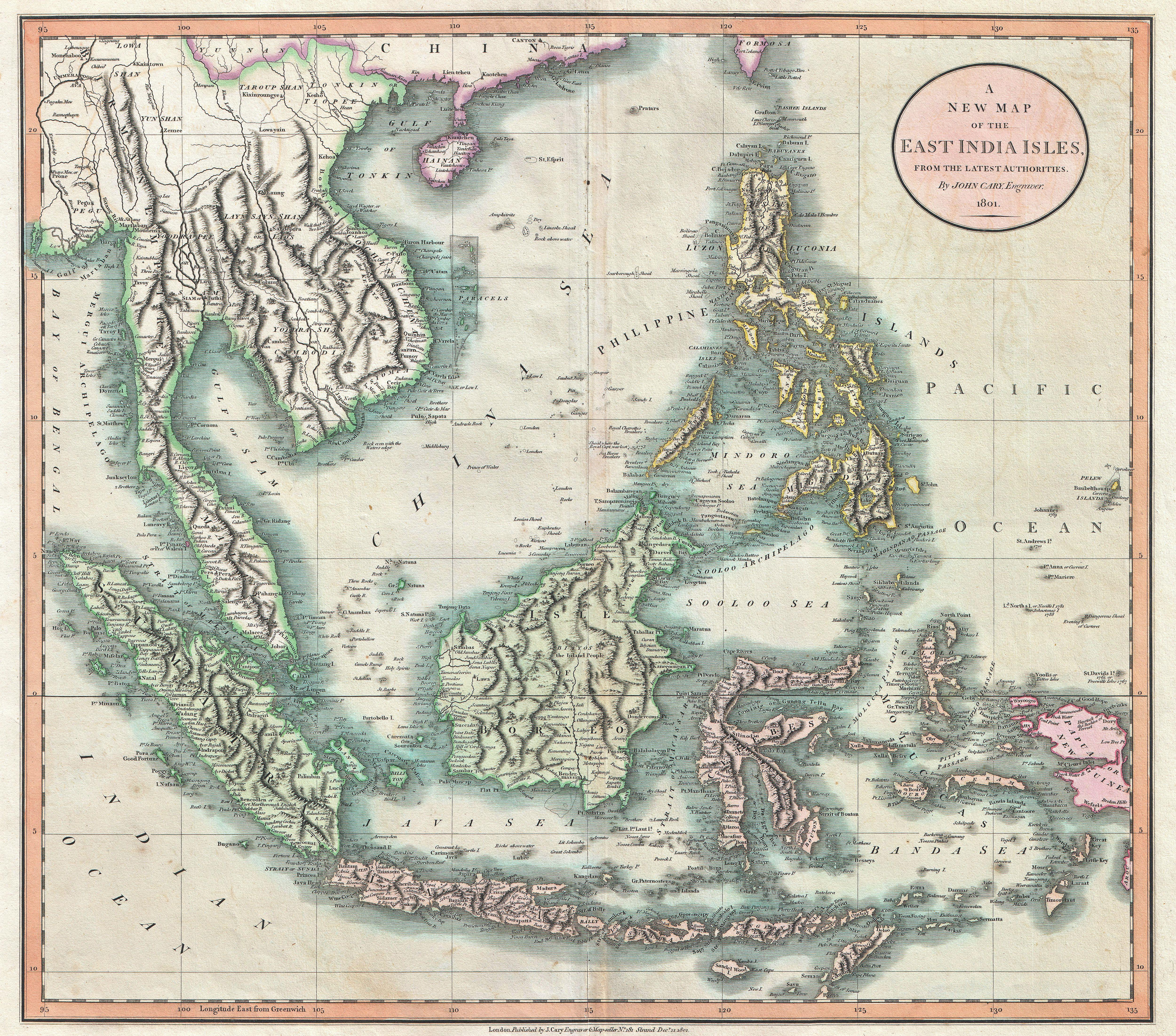
Borneo in Zuidoost Azië.

De reis begon met tegenslag. De Amphitrite liep grote vertraging op en de Holland leed vlak bij Kaapstad schipbreuk op een rif. De 450 opvarenden konden op 8 na gered worden en de weg naar Kaapstad lopend vervolgen. Silvester kwam bij Frijkenius aan boord, zodat er op de Beschermer twee kapiteins op één schip waren. Eind december 1786 arriveerde het eskader in Batavia. Aangevuld met andere schepen vertrok een deel naar de Molukken om daar de reputatie van de Compagnie op te vijzelen, terwijl Silvester met drie marineschepen en drie kleinere VOC-schepen in maart naar het vorstendom Mampawa aan de westkust van Borneo ging, waar de aan Van Braam ontsnapte Boeginees radja Ali en zijn medestanders naar toe waren gevlucht. De stad Mampawa lag een eindje landinwaarts aan de rivier. Vanwege ondiepten en strategisch geplaatst geschut kon er geen landing worden uitgevoerd. Silvester stond op het punt terug te keren, maar het kleinere fregat Hoorn kon dicht genoeg naderen om enkele beschietingen te doen. Onverwacht gaf de vorst, panembahan Adiwijaya Kusuma, het toen al snel op en nam met de Boeginezen de wijk naar het binnenland. Silvester gaf namens de Compagnie Mampawa te leen aan de zoon van de sultan van het nabij gelegen Pontianak, dat de aanval gesteund had met 23 vaartuigen en een kleine 600 man. Zo werd Sjarief Kasim Alkadrie van Pontianak panembahan van Mampawa.

### Herovering van Riouw

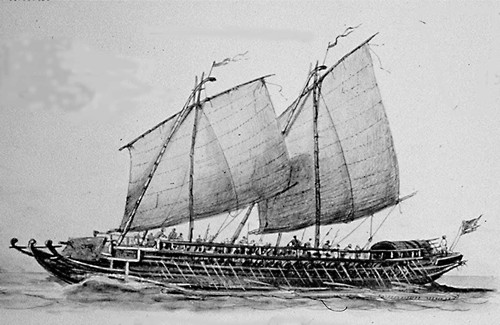
Vaartuig van de Ilanon.

Pas in augustus was het eskader, door hitte en ziekte geteisterd, terug in Batavia. Daar bleek dat in mei Riouw weer verloren was gegaan aan de beruchte Ilanun zeerovers uit Mindanao, bondgenoten van radja Ali, en dat Malakka bedreigd werd. Het ging om een vloot van 42 Ilanun oorlogsvaartuigen. Gouverneur-generaal Alting en de Raad van Indië haalden Silvester over om Riouw terug te veroveren. Het hele eskader, aangevuld met Compagnie-schepen, voer toen naar Malakka. In december werd Riouw zonder tegenstand weer in bezit genomen. De zeerovers waren verdwenen en de jonge sultan Mahmoed Sjah III, die zijn vredesverdrag met Van Braam niet was nagekomen, was gevlucht naar Johor.

### Terugkeer

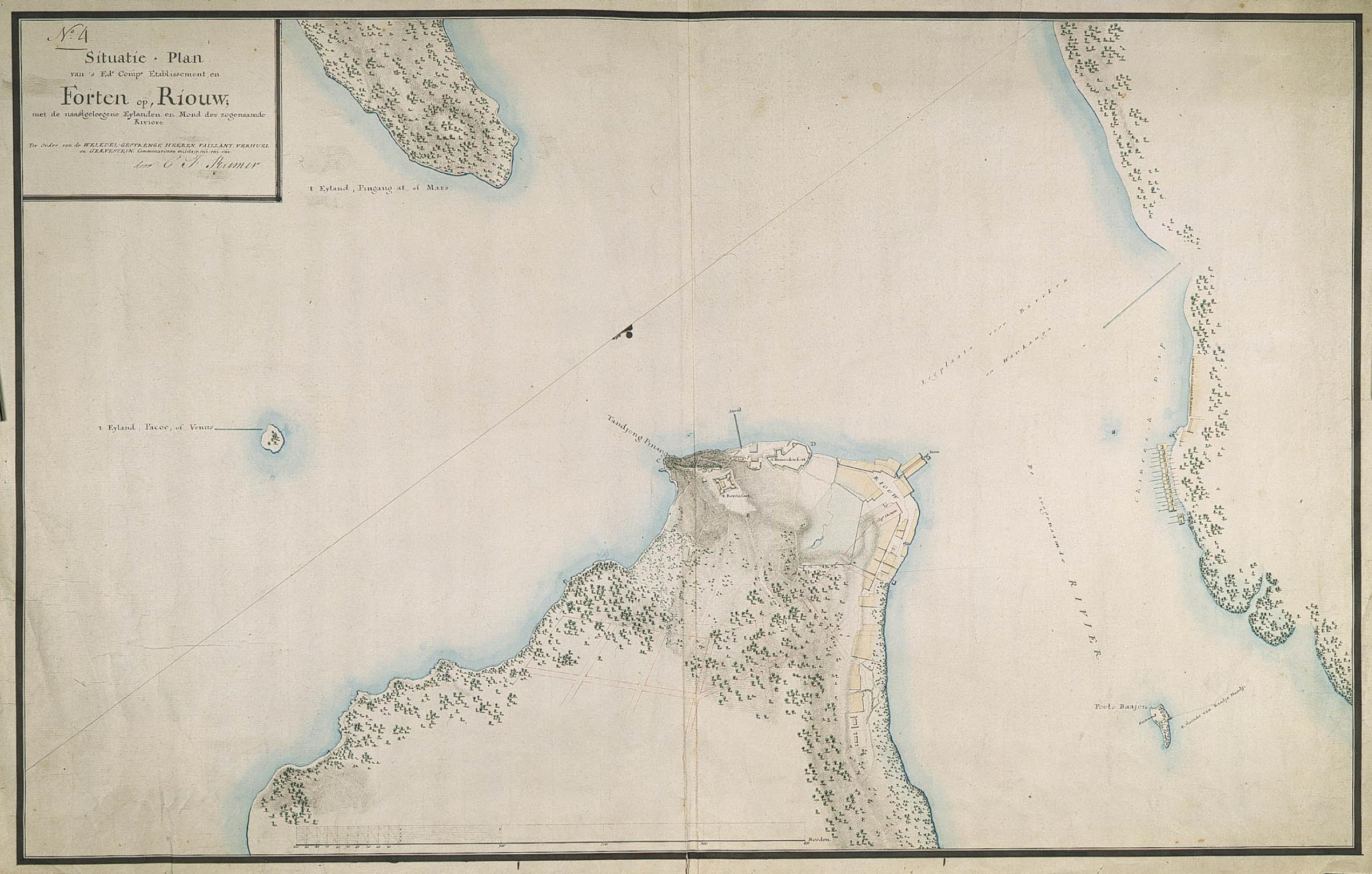
De forten op Riouw.

Silvester stierf in februari 1788 in Malakka aan waterzucht, waarna het bevel overging op Frans Wierts van de Amphitrite. Hij was de oudste in rang. Silvester schreef vlak voor zijn dood voor de Raad van Indië een rapport over de expeditie, waarin hij niet alleen klaagde over de zware tol die het klimaat, voedsel- en watergebrek en tropische ziektes hadden geëist, maar ook over de 'onheelbaren twist' tussen hem en Frijkenius. De schepen, met een aanzienlijk verlies aan manschappen, keerden in de loop van 1789 verspreid weer terug naar Nederland.
De eskaders van Van Braam, Silvester, en nog een derde onder Anthony Staringh in 1789, kostten de VOC en de staat miljoenen guldens. De imposante oorlogsschepen gaven veel aanzien, maar de eskaders leverden behalve reputatiewinst niet zo veel op. Ondanks de verovering van het 'smokkelnest' Riouw gingen de tinsmokkel en de zeeroverij gewoon door, en de tinhandel van de VOC verbeterde niet of nauwelijks.

## De Commissie-Generaal

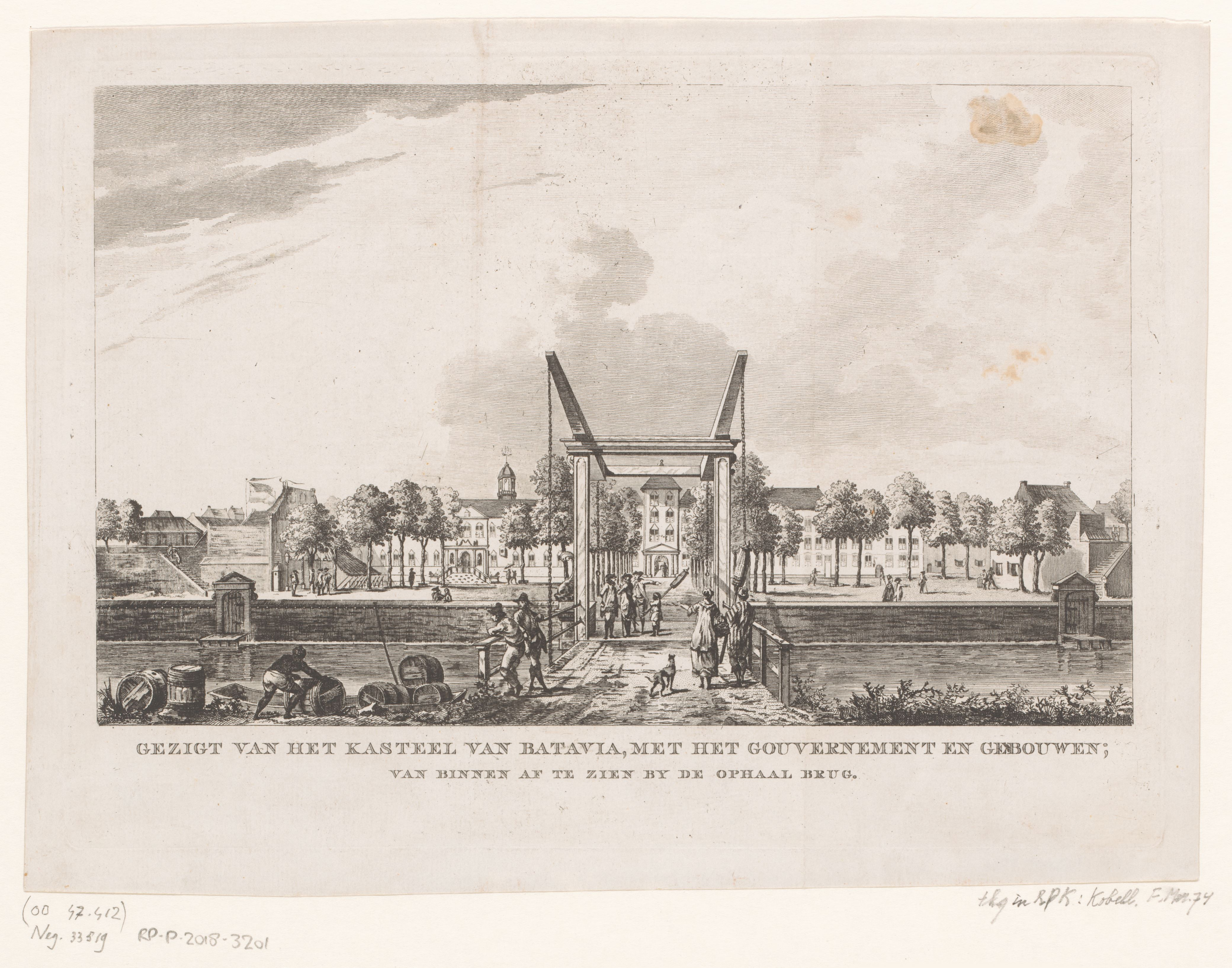
Gouvernementsgebouwen in Batavia.

Als gevolg van vooral de Vierde Engels-Nederlandse Oorlog had de VOC op het eind van de 18e eeuw te kampen met grote verliezen. De drie en een half jaar oorlog had de Compagnie 30 miljoen gulden gekost. Medio 1784 had zij een schuld van 55 miljoen gulden. De voornaamste schuldeisers waren de Staten-Generaal. In 1788 verstrekten ook de Staten van Holland een lening van 21 miljoen gulden, met de opdracht flink te bezuinigen op het bestuursapparaat en op alle uitgaven die niet per se nodig waren voor de handel. Daarna volgden nog meer leningen. Een Commissie van Politicq Insien moest er toezicht op houden. Het haalde weinig uit. In 1790 werd de Hollands-Zeeuwse Staatscommissie opgericht, die voor het eerst in de geschiedenis van de VOC de staat medezeggenschap gaf over het compagniesbedrijf en controle over de besteding van de leningen.
De eerste advocaat van de VOC, Sebastiaan Nederburgh, stelde voor de activiteiten van de VOC te beperken tot de meest winstgevende producten (met name de specerijen) en de handel verder vrij te geven aan particulieren, ook met hun eigen schepen. De Staten-Generaal besloten in 1791 een commissie-generaal, ook wel Hoge Commissie genoemd, naar Batavia te sturen met de taak de gehele boekhouding door te lichten, corruptie te bestrijden en vernieuwende voorstellen te doen voor het verlagen van de uitgaven en het verhogen van de inkomsten. Naast Nederburgh werd Frijkenius benoemd. Bovendien zou hij commandeur van de zeemacht in Indië worden en moest hij deze reorganiseren. In Batavia zouden ze aangevuld worden door gouverneur-generaal Willem Alting en directeur-generaal Hendrik van Stockum. De laatste kwam juni 1793 te overlijden en werd vervangen door Willem Jacob van de Graaff, op dat moment gouverneur van Ceylon. Alting werd in de Nederlandse patriotse pers beschuldigd van het vestigen van een 'despotieke familieregering' in Batavia. Zijn vijf schoonzonen hadden mooie posities gekregen met veel mogelijkheden om zich te verrijken. Hij was dus zowel lid als subject van onderzoek van de commissie-generaal, maar had een grote informatievoorsprong. Alleen Frijkenius was eerder in Indië geweest, met Silvesters eskader, en zal Alting daar waarschijnlijk ontmoet hebben.

### Kaap de Goede Hoop

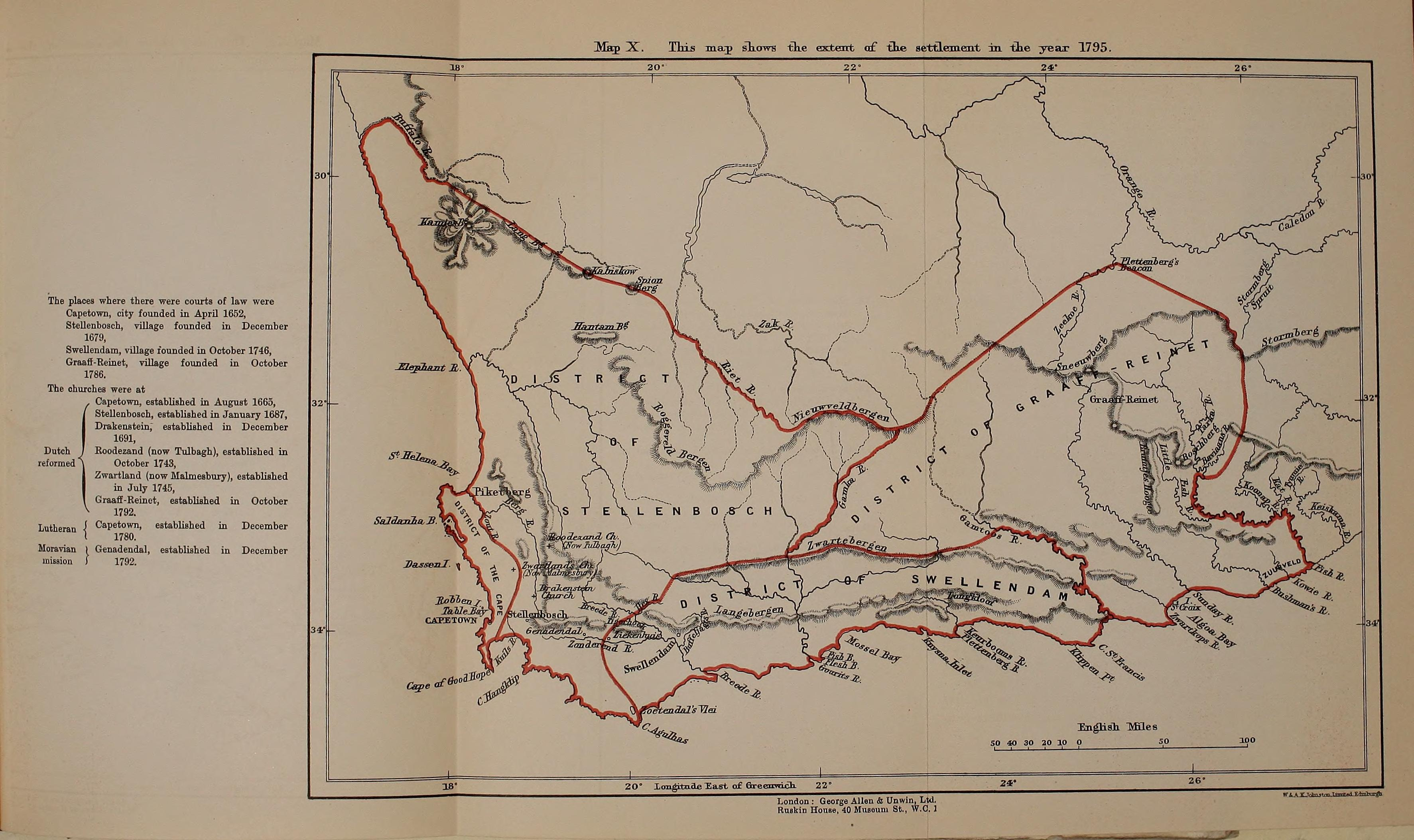
De Kaap kolonie in 1795.

In juni 1792 arriveerden Nederburgh en Frijkenius met drie marineschepen, de Amazoon, Scipio en Komeet, aan de Kaap de Goede Hoop, waar zij ongeveer een jaar verbleven. Ook hier hadden zij de opdracht 'het goed bestuur en de orde te doen herleeven, den omslag en uitgaaven merkelijk te doen besnoeijen', maar van hervormingen kwam, deels door geldgebrek, niet zoveel terecht. Toen bleek dat de naar Nederland vertrokken gouverneur Cornelis Jacob van de Graaff niet terug zou keren werd er een nieuwe gouverneur benoemd: Abraham Josias Sluysken, daarvoor directeur van Suratte, en toevallig op doorreis terug naar Nederland. Het ambt van independent fiscaal, dat niet onder de Politieke Raad van de Kaap maar direct onder de Heren XVII viel, en daarom voor veel ruzie en irritatie zorgde, werd afgeschaft. Een bank van lening voor de inwoners werd opgericht. Verzuimd werd echter om de vrijburgers meer rechten te geven, waar zij al jaren om vroegen. Wel werd hen enige vrijhandel toegestaan, zoals de walvisvaart. Ook werd duidelijk dat het niet boterde tussen Nederburgh en Frijkenius, wat verlammend werkte op hun arbeid. Beiden waren dominante persoonlijkheden. Nederburgh was de primus inter paris maar zag zichzelf als hoger in rang. Frijkenius ergerde zich daaraan en zag hen als gelijken. Volgens Nederburgh was Frijkenius het in alles met hem oneens, was hij machtsbelust en had hij een erg hoge dunk van zichzelf. In september 1793 vertrokken Nederburgh en Frijkenius van de Kaap met het fregat Amazoon. In april had men bericht gekregen over het uitbreken van de Eerste Coalitieoorlog, en Nederburgh was eigenlijk bevreesd om uit te varen, maar Frijkenius zette door.

### Batavia

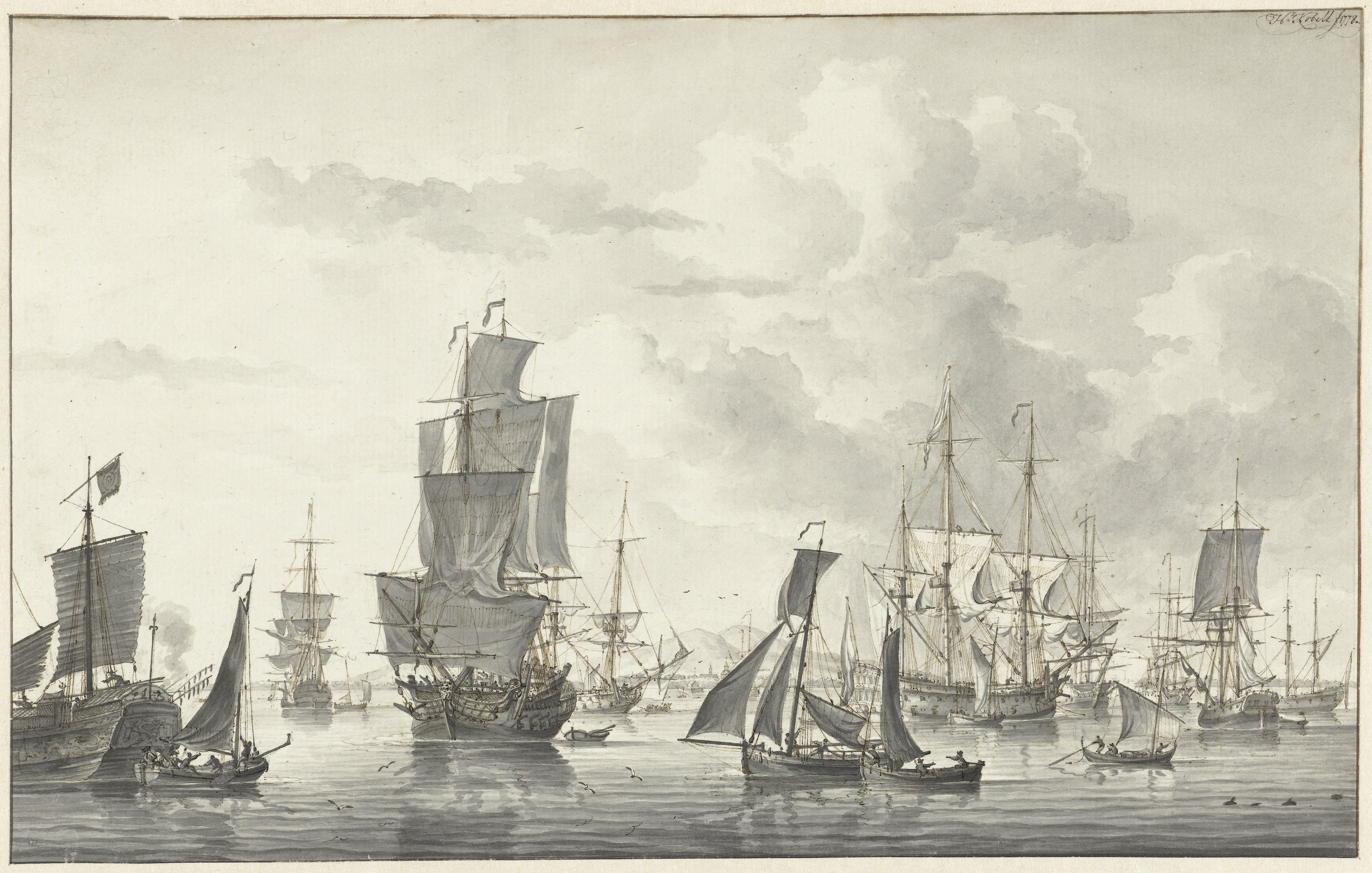
Schepen op de rede van Batavia.

Op 13 november 1793 kwamen Nederburgh en Frijkenius onder groot eerbetoon door de Raad van Indië in Batavia aan. Daar zetten zij hun onderlinge strijd verbeten voort, zodat van hun opdracht uiteindelijk weinig terecht kwam. Nederburgh verliet al snel hun gezamenlijk onderkomen en trok in bij een lid van de Raad van Indië. Het bleek dat Alting de overleden Van Stockum ad interim had laten opvolgen door zijn schoonzoon Johannes Siberg, en hem meteen ook lid van de commissie had gemaakt, terwijl Van de Graaff vanuit Ceylon nog in aantocht was. Alting en Siberg, gebruik makend van het conflict tussen Nederburgh en Frijkenius, kozen de kant van Frijkenius, die zij vermoedelijk als minder bedreigend voor hun posities zagen. Zo hadden zij meerderheid van stemmen. Het merendeel van de Raad van Indië ging hier in mee. Nederburgh werd zodoende veelal genegeerd. Dat veranderde toen Nederburgh ziek werd en Frijkenius tijdelijk voorzitter van de commissie werd. Hij kreeg toen ruzie met Alting en Siberg, waarna juist Frijkenius geïsoleerd raakte. Daarna verloor hij nog een medestander toen de secretaris van de commissie, Eduard Daniëls, vanwege al het geïntrigeer ontslag nam en terugging naar Nederland. Nederburgh begon nu Alting en Siberg te steunen, en toen in november 1794 Van de Graaff arriveerde om zijn plek in te nemen kreeg hij van Nederburgh te horen dat Siberg daar voorlopig zou blijven zitten. Frijkenius vond de manier waarop Van de Graaff behandeld werd onacceptabel. Hij schreef aan zijn vrouw dat hij nog nooit zo’n hooghartig en laf persoon had meegemaakt als Nederburgh. Die brief moet overigens, alvorens zijn vrouw te bereiken, onderschept zijn door Nederburgh want hij maakt deel uit van Nederburghs archief.
In februari 1793 was intussen opnieuw oorlog uitgebroken, nu met de Fransen in de Eerste Coalitieoorlog, waar de handel van de VOC ernstig onder te leiden had. In 1795 werd door de patriotten de Bataafse Republiek uitgeroepen als 'zusterrepubliek' van het revolutionaire Frankrijk. Na de vlucht van prins-stadhouder Willem V naar Engeland namen de Britten overal in Azië VOC-factorijen in bezit, waardoor het handelsnetwerk verder verstoord werd. Het nieuws kwam op 26 november 1795 in Batavia aan met een door de nieuwe machthebbers ingehuurd Amerikaans schip.

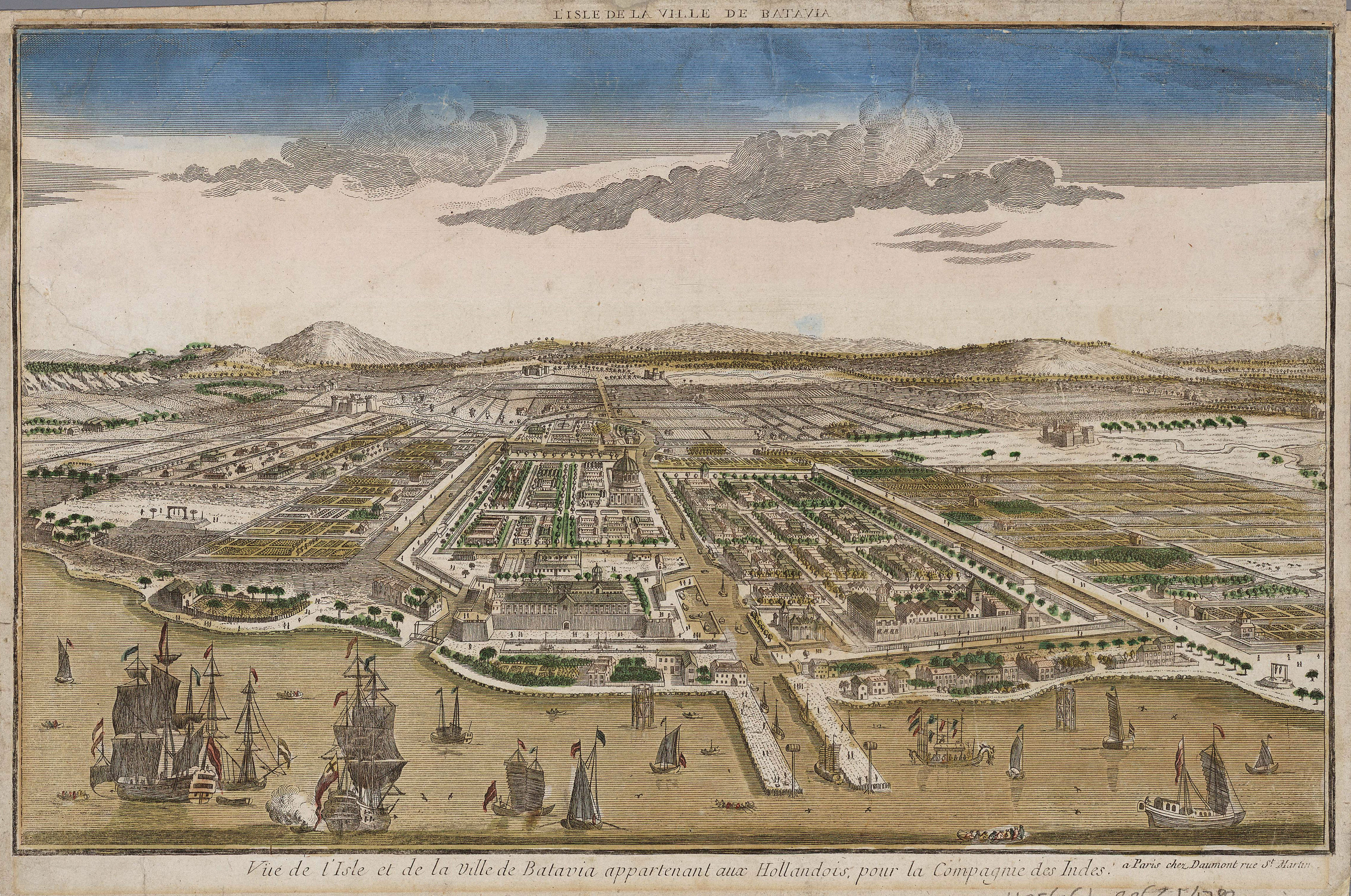
Batavia.

De omwenteling in de Republiek compliceerde de machtsstrijd in Batavia met een nieuwe tegenstelling tussen patriotten en orangisten. Een groep patriotse VOC-medewerkers en vrijburgers eiste in december een openbare feestdag voor de vrijheid en een versterking van de fortificaties van Batavia tegen een aanval van de Britten, en Nederburgh, die bekend stond als orangist en daarmee Brits-gezind, werd ervan beschuldigd de defensie te hebben verwaarloosd, wat landverraad betekende. Nederburgh beschuldigde hen van factionalisme en klaagde over een 'losbandige hoop en verzameling van ongesloote herssenen'. Alting en Siberg schaarden zich weer aan de kant van Frijkenius, en Van de Graaff werd alsnog directeur-generaal in de Raad van Indië. Hij en Frijkenius leidden bovendien een commissie ter versterking van Batavia. Nederburgh wist echter door te dreigen met aftreden uiteindelijk toch aan het langste eind te trekken. De Raad van Indië koos eieren voor haar geld en schaarde zich achter Nederburgh in een zogenaamde 'Gecombineerde Vergadering', feitelijk niet verschillend van de oude Raad van Indië, maar nu voorgezeten door Nederburgh, die bovendien aan de kant van de behoudende Alting stond. In december diende Frijkenius zijn ontslag in. In februari 1796 werd Van de Graaff geschorst en naar Nederland gestuurd. Frijkenius’ rol was uitgespeeld, en niet alleen in de commissie. Hij stierf in Batavia op 6 juni 1797, na een ziekte van drie weken. Er werd wel gezegd: 'aan de gevolgen eener hevige zenuwziekte'. Volgens Dirk van Hogendorp had hij de hoop om het goede dat hij had willen doen verloren, en stierf hij van verdriet. Hij werd begraven op het kerkhof van de Portugese Buitenkerk.

## Nasleep
Hoewel de missie van de commissarissen-generaal veel geld had gekost werden er, mede door de oorlogssituatie, geen echte hervormingen doorgevoerd, en ook de defensie van Batavia en de zeemacht werden niet verbeterd. In plaats van corrupte medewerkers werden alleen kritische medewerkers ontslagen of zelfs gearresteerd, zoals Dirk van Hogendorp. Nederburgh was in juli 1800 terug in Nederland. De VOC bestond niet meer. Hij werd, ondanks zijn vroegere orangisme, lid van de Raad voor Aziatische Bezittingen (de opvolger van de Heren XVII) van de Bataafse Republiek. Deze produceerde in 1803 een ‘charter’ voor Indië, waarin echter zo veel water bij de wijn was gedaan dat er van daadwerkelijke hervormingen weinig overbleef. In 1806 werd Nederburgh hoofd van Oost-Indische Zaken in het nieuwe Ministerie van Koloniën van het Koninkrijk Holland. Hij stierf in 1811, vlak na de inlijving van het Koninkrijk Holland in het Eerste Franse Keizerrijk.
In 1816 werd vanuit het nieuwe Verenigd Koninkrijk der Nederlanden een soortgelijke missie ondernomen om namens de staat het bestuur in Indië over te nemen van de Britse bezetter. Opnieuw een commissie-generaal, met de jurist Cornelis Elout en de marineofficier Arnold Buyskes, ditmaal vergezeld van een beoogde nieuwe gouverneur-generaal Godert van der Capellen. Ongetwijfeld bekend met het lot van hun voorgangers bleven zij nadrukkelijk goede vrienden.